# Dael O Ring
Dael O Ring – łamigłówka polegająca na obracaniu i przesuwaniu pierścienia, w którym wydrążony jest labirynt, aż do zdjęcia go z walca. Nazwa Dael O Ring pochodzi z holenderskiego i oznacza pierścień Dedala. Jest to nawiązanie do mitu o Dedalu, budowniczym labiryntu w którym zamieszkał Minotaur.
Istnieje sześć stopni trudności a każdy z nich oznaczony jest innym kolorem. W kolejność od najłatwiejszego do najbardziej skomplikowanego są to: Easy Yellow (żółty), Simple Orange (pomarańczowy), Silly Green (zielony), Complex Blue (niebieski), Crazy Red (czerwony) i Terrible Black (czarny).
Pomysł na łamigłówkę zrodził się w Holandii, a produkowana jest w Niemczech. Poprzednia wersja – Dool ’O Rinth – zyskała wielu fanów w Zachodniej Europie – w Holandii, Niemczech, Wielkiej Brytanii, Danii, Belgii i Francji – gdzie w pół roku zostało sprzedanych 4,5 miliona sztuk. W Polsce Dael O Ring dostępny jest od 2014 roku w trzech kolorach – żółtym, pomarańczowym i zielonym.